# Charles Sanders Peirce
Charles Sanders Peirce (pronunciado [ˈpɜrs], como purse en inglés) (Cambridge, Massachusetts, 10 de septiembre de 1839-Milford, Pensilvania, 19 de abril de 1914) fue un filósofo, lógico y científico estadounidense. Es considerado el fundador del pragmatismo y el padre de la semiótica lógica moderna o teoría de los signos, junto con Ferdinand de Saussure, padre la semiótica estructuralista o semiología.

## Biografía
Hijo de Sarah y Benjamin Peirce, fue profesor de astronomía y matemáticas en la Universidad Harvard. Aunque se graduó en química en la Universidad Harvard, nunca logró tener una posición académica permanente a causa de su difícil personalidad (tal vez  maniaco-depresiva), y del escándalo que rodeó a su segundo matrimonio después de divorciarse de su primera mujer, Melusina Fay. Desarrolló su carrera profesional como científico en la United States Coast Survey (1859-1891), trabajando especialmente en astronomía, en geodesia y en medidas pendulares. Desde 1879 hasta 1884 fue profesor de lógica a tiempo parcial en la Universidad Johns Hopkins. Tras retirarse en 1887, se estableció con su segunda mujer, Juliette Froissy, en Milford (Pensilvania) donde murió de cáncer después de 26 años de escritura intensa y prolífica. No tuvo hijos.
Para los hispanoparlantes no deja de ser sorprendente que desde 1890 Peirce añadiera un "Santiago" a su nombre y utilizara con alguna frecuencia para su firma la de "Charles Santiago Sanders Peirce". Puede encontrarse una detallada explicación al respecto aquí (en inglés).

## Obra y valoración crítica
Peirce publicó dos libros, Photometric Researches (1878) y Studies in Logic (1883), y un gran número de artículos en revistas de diferentes áreas. Sus manuscritos, una gran parte de ellos sin publicar, ocupan cerca de 80 000 páginas. Entre 1931 y 1958 se ordenó temáticamente una selección de sus escritos y se publicó en ocho volúmenes con el nombre de Collected Papers of Charles Sanders Peirce (generalmente citado por volumen [punto] párrafo, en la forma "CP x.y"). Desde 1982, se han publicado además algunos volúmenes de Writings of Charles S. Peirce: A Chronological Edition (volumen [dos puntos] página: "W x:y"), que aspira a alcanzar treinta volúmenes.
William James reconoció a Charles Peirce como fundador del pragmatismo. El pragmatismo, como Peirce lo describía, puede entenderse como un método de resolver confusiones conceptuales relacionando el significado de  concepto alguno con un concepto de las concebibles consecuencias prácticas de los efectos de la cosa concebida (CP 8.208) — las implicaciones imaginables para la práctica informada. El significado de un concepto es general y consiste no en los resultados individuales fácticos mismos sino en el concepto general de los resultados que ocurrirían. Sin ninguna duda, esta teoría no guarda ninguna semejanza con la noción vulgar de pragmatismo, que connota una burda búsqueda del beneficio así como la conveniencia política. En cambio, el pragmatismo de Peirce es un método de experimentación conceptual, hospitalario para la formación de hipótesis explicativas, y propicio para el uso y la mejora de la verificación. Típico de Peirce es su interés en la formación de hipótesis explicativas como fuera de la alternativa fundacional habitual entre el racionalismo deductivista y el empirismo inductivista, aunque Peirce fue un lógico matemático y un fundador de la estadística.
Peirce es también considerado como el padre de la semiótica moderna: la ciencia de los signos. Más aún, su trabajo —a menudo pionero— fue relevante para muchas áreas del conocimiento, tales como astronomía, metrología, geodesia, matemáticas, lógica, filosofía, teoría e historia de la ciencia, semiótica, lingüística, econometría y psicología. Cada vez más, ha llegado a ser objeto de abundantes elogios. Popper lo ve como “uno de los filósofos más grandes de todos los tiempos”. Por lo tanto, no es sorprendente que su trabajo y sus ideas acerca de muchas cuestiones hayan sido objeto de renovado interés, no solo por sus inteligentes anticipaciones a los desarrollos científicos, sino sobre todo porque muestra efectivamente cómo volver a asumir la responsabilidad filosófica de la que abdicó gran parte de la filosofía del siglo XX.
La filosofía de Peirce incluye:
- un sistema pervasivo de tres categorías (primero, calidad de sentimiento; segundo, reacción, resistencia; tercero, representación, mediación) (CP 1.545–559, 5.66–81, 88–92);
- la creencia de que la verdad es aspirable y es a la vez independiente de las creencias particulares, por lo que toda creencia, por muy segura que parezca, puede ser equívoca (falibilismo); además, la verdad es capaz de ser descubierta (ningún escepticismo radical) (CP 5.388–410);
- la lógica, como la semiótica formal,[5] sobre signos, sobre argumentos, y sobre los métodos de investigación (CP 1.180–202) — incluyendo el pragmatismo filosófico (que él fundó), también una doctrina de sentido común crítico (CP 5.438–63, 497–525), y el método científico; y
- en la metafísica: 
  - el realismo escolástico (CP 5.93–101, 8.208),
  - la creencia en Dios (CP 6.452–85), la libertad (CP 6.35–65), y, a lo menos, una forma atenuada de inmortalidad (CP 7.565–78, 6.519–21),
  - un idealismo objetivo (pero no absoluto ni Kantiano) (CP 6.7–34), y
  - la creencia en la realidad de lo continuo y de tres cósmicos factores y principios evolucionarios: el azar absoluto (espontaneidad), la necesidad mecánica, y el amor creativo (CP 6.278–317).

En la obra de Peirce, el falibilismo y el pragmatismo pueden parecer que funcionan algo así como el escepticismo y el positivismo, respectivamente, en las obras de otros. Sin embargo, para Peirce, el falibilismo se equilibra con un anti-escepticismo y es una base para creer en la realidad del azar absoluto y de la continuidad (CP 1.141–75), y el pragmatismo somete a uno a la creencia antinominalista en la realidad de lo general (CP 5.429–35).
Sin embargo, Charles S. Peirce no debería ser considerado principalmente como filósofo o como lógico, sino como científico, tanto por su formación como por su carrera profesional. Sus informes a la Coast Survey son un testimonio notable de su experiencia personal en el duro trabajo de medir y obtener evidencias empíricas. Una mirada a esos informes oficiales o a sus Photometric Researches producidos en los años 1872-1875 proporciona una vívida impresión de trabajo científico sólido. Como escribió Max Fisch, «Peirce no era meramente un filósofo o un lógico que ha estudiado cuestiones científicas. Era un científico profesional con todo derecho, que llevó a su trabajo las preocupaciones del filósofo y del lógico».
Aunque Peirce fue un filósofo sistemático en el sentido tradicional de la palabra, su obra aborda los problemas modernos de la ciencia, la verdad y el conocimiento a partir de su propia experiencia como lógico y científico experimental que trabajaba en el seno de una comunidad internacional de científicos y pensadores. Aunque realizó importantes contribuciones a la lógica deductiva, Peirce estaba principalmente interesado en la lógica de la ciencia y, más especialmente, en lo que llamó abducción (como complemento a los procesos de deducción e inducción), que es el proceso por el que se genera una hipótesis, de forma que puedan explicarse hechos sorprendentes. Peirce consideró que la abducción estaba en el corazón no solo de la investigación científica sino de todas las actividades humanas ordinarias.
Una dificultad en el estudio de Peirce es que la interpretación del pensamiento de Peirce ha provocado durante años un amplio desacuerdo entre los estudiosos peirceanos, debido en parte a la presentación fragmentaria y caótica de su obra en los Collected Papers y en parte a su ir contracorriente. El hecho es que Peirce no es un filósofo fácil de clasificar: algunos lo consideraron un pensador sistemático, pero con cuatro sistemas sucesivos, otros lo vieron como un pensador contradictorio, o como un metafísico especulativo de tipo idealista. Sin embargo, en años más recientes ha comenzado a ganar aceptación general una comprensión más profunda de la naturaleza arquitectónica de su pensamiento y de su evolución desde sus primeros escritos en 1865 hasta su muerte en 1914. En la última década todos los estudiosos peirceanos han reconocido claramente la coherencia básica y la sistematización del pensamiento de Peirce. Colombia es el único país a nivel internacional que posee una revista dedicada exclusivamente al estudio del pensamiento peirceano llamada Márgenes: Revista de Estudios sobre la Cultura.

## Concepción de la ciencia
Las afirmaciones de Peirce sobre la naturaleza de la actividad científica tienen una sorprendente continuidad con las discusiones contemporáneas en epistemología, metodología y filosofía de la ciencia, sobre todo por el énfasis que puso en el carácter social y comunitario de la ciencia. Sin duda, algunas de las manifestaciones de su absoluta confianza en el progreso científico resultan hoy en día anacrónicas. Peirce era un hombre del siglo XIX y, en consonancia con el espíritu de su época, tenía una fe casi religiosa en la capacidad de la ciencia para descubrir la verdad. En este sentido, Peirce era un firme defensor de una aproximación científica a la filosofía. Es más, en cierto modo Peirce quería transformar la filosofía en una ciencia estricta, hacer de la filosofía una “filosofía científica”, no solo en los ámbitos de la lógica y la epistemología, sino de manera más urgente y necesaria en metafísica y cosmología.
Hoy en día esa pretensión puede parecer anticuada, e incluso ridícula, propia de los filósofos del pasado o del positivismo más crudo e intransigente. Esta actitud científica ha motivado que Peirce, a diferencia de otros pragmatistas como William James o F. C. S. Schiller, fuera visto con simpatía e incluso admiración por parte de muchos pensadores de la tradición de la filosofía analítica. Sin embargo, aunque en alguna ocasión denominara al pragmatismo como una filosofía protopositivista (EP 2:339, 1905), sería más que inexacto decir que Peirce fue un filósofo positivista en sentido estricto. En primer lugar, una de las lecciones que más vivamente aprendió del devoto espíritu unitario de Harvard —del que su padre, Benjamin Peirce, fue incansable promotor—, era la idea de reconciliar ciencia y religión. Este es, efectivamente, un impulso central en toda la obra de Peirce que a menudo ha pasado desapercibido por los autores que sostienen una lectura naturalista de la máxima pragmática y del método científico. De hecho, para Peirce la investigación científica es la actividad religiosa por excelencia, puesto que su objeto es, sencillamente, la búsqueda apasionada y desinteresada de la verdad (CP 1.234, 1901).
Peirce adoptó un concepto muy amplio de ciencia que no quedaba restringido a las ciencias entendidas como ciencias de laboratorio. Para él la ciencia no consiste ni única ni principalmente en una colección de hechos o métodos, ni siquiera en un conjunto sistemático de conocimientos; se trata de una actividad social. Esto es, la ciencia es una investigación autocontrolada, responsable y autocorrectiva llevada a cabo por hombres y mujeres reales bajo un mismo principio de cooperación con vistas a un fin muy particular: la consecución de la verdad (CP 7.87, 1902; cfr. EP 2:459, 1911). En otras palabras, la ciencia es un “proceso vivo” encarnado en un grupo de investigadores y animado por un intenso deseo de averiguar cómo son las cosas realmente (CP 1.14, c.1897), por “un gran deseo de aprender la verdad” (CP 1.235, 1902). De hecho, dirá Peirce, “el deseo de aprender” es el más importante requisito de la ciencia y la primera regla de la razón (CP 1.135, c. 1899). Este requisito viene de la mano de otro precepto que, según Peirce, debería escribirse en todas las paredes de la ciudad de la filosofía: “no bloquear el camino de la investigación” (CP 1.135, c. 1899). De acuerdo con su experiencia como científico entrenado en las salas de laboratorio, Peirce quería hacer de la filosofía una ciencia alejada tanto del diletantismo literario como de la filosofía académica tradicional, a la que consideraba animada por un espíritu dogmático y racionalista. 
Pero esto no suponía reducir, como hacía el positivismo, todos los modos de conocimiento al conocimiento científico, sino que indicaba simplemente la necesidad de abordar los problemas filosóficos con una actitud experimental. Es decir, con un talante comunicativo y abierto a la revisión continua, a la necesaria corrección que implican tanto la discusión pública con los colegas como el contraste con la experiencia en el proceso de investigación científica. Esta actitud, que Peirce denominó falibilismo, era una consecuencia necesaria de su rechazo radical del fundacionalismo característico de la filosofía moderna, que consideraba encarnada de modo prototípico en la figura de Descartes. En concreto, Peirce criticó muy duramente el repliegue de la filosofía moderna hacia el interior de la conciencia, el recurso a la introspección como garantía del conocimiento y la idea de intuición, entendida como aquella cognición no determinada por cogniciones previas. En su rechazo del espíritu escolástico, el cartesianismo había hecho del cogito la fuente última de la certeza, así como el eslabón fundante de todo el edificio del conocimiento, entendido como una cadena de razonamientos que se deducen de ese fundamento o principio necesario. Como consecuencia, el individuo y su conciencia constituían, en última instancia, la única garantía de la ciencia y el conocimiento racional. Para Peirce esto era una "filosofía de sillón", meramente especulativa y alejada del modo en que realmente trabajan los científicos. Para Peirce la ciencia era, en gran medida, el trabajo cooperativo y comunitario de hombres y mujeres trabajando en intercomunicación, corrigiéndose unos a otros en un proceso continuo de revisión de hipótesis, que conduciría a una opinión final encarnada en una comunidad ideal de investigadores. 
De igual modo, la duda metódica era para Peirce un modo insincero de acercarse a los problemas del conocimiento, pues no tenía en cuenta que los seres humanos estamos siempre enmarcados en un proceso activo y dinámico de corrección y adquisición de nuevas creencias. Este proceso es descrito y detallado en lo que denominó como los métodos para la fijación de las creencias. En este proceso, la duda es una irritación, una insatisfacción real producida por la resistencia que la realidad impone sobre determinadas creencias previas debido a una situación nueva que desafía el conjunto de hábitos acumulado por la experiencia. La duda es, por tanto, un catalizador para la puesta en marcha de nuevas creencias que permitan controlar esa situación inestable y, por tanto, proporcionan al agente de disposiciones firmes para actuar. Como dice Peirce, no se puede dudar a placer. La duda cartesiana es una duda artificial, una “duda de papel” (CP 5.445, 1905). En definitiva, no podemos pretender dudar en la filosofía de aquello de lo que no dudamos en nuestros corazones (CP 5.265, 1868).

## Concepción triádica del signo

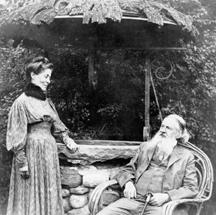
Juliette y Charles Peirce en el jardín de su casa, Arisbe, en 1907.

Frente a la concepción dualista que tiene su origen moderno en el lingüista Ferdinand de Saussure, para Peirce las palabras, los signos, no son solo lo que está en nuestro discurso en lugar de las cosas, sino que, sobre todo, signo es «lo que al conocerlo nos hace conocer algo más» (CP, 8.332, 1904). Según Peirce, "no tenemos ningún poder de pensamiento sin signos". En principio el proceso de indagación puede caracterizarse como un proceso que opera en virtud de la manipulación de signos (o "pensamientos–signos"). De acuerdo a Peirce, el pensamiento es continuo, es decir, en la continuidad del pensamiento los pensamientos–signos están en permanente flujo. Un pensamiento lleva a otro y este a su vez a otro y así sucesivamente. Pero en el proceso de indagación, gatillado por la obstaculización del flujo de la experiencia, ejercemos un control sobre la continuidad del pensamiento. Dicho control hace posible constreñir las asociaciones de pensamiento.
Esto supone un contraste con los filósofos de la Edad Moderna, pues tanto racionalistas como empiristas sostuvieron que tenemos un conocimiento directo e infalible de nuestros propios pensamientos, y en ese conocimiento fundaron tanto la ciencia como la autonomía moral del individuo.
Desde sus primeros escritos Peirce rechazó tajantemente tanto el dualismo cartesiano como la tesis de Locke de que todo pensamiento era percepción interna de ideas. Esta concepción de los efectos del conocimiento determinará su original modo de considerar también el operar de los signos. Pierce estudió en profundidad el fenómeno del signo y elaboró su propia noción, diferente del concepto estructuralista de inspiración saussureana. Para Pierce el signo es algo que, bajo cierto aspecto, representa alguna cosa para alguien. Esto significa -en el fondo- que el signo posee una composición tríadica, y en ese cuerpo emergen y se hacen presente en él, sus tres elementos formales.
El ariete de toda su reflexión es la comprensión de la estructura triádica que conforma la relación lógica de nuestro conocimiento como un proceso de significación. Peirce caracteriza la noción de signo como:
Un signo o representamen es algo que está para alguien por algo en algún respecto o capacidad. Apela a alguien, esto es, crea en la mente de esa persona un signo equivalente o quizás un signo más desarrollado. Ese signo que crea lo llamó el interpretante del primer signo. El signo está por algo, su objeto. Está por ese objeto no en todos los respectos, sino por referencia a un tipo de idea a la que él llamó algunas veces "la base" del representamen.
La función representativa del signo no estriba en su conexión material con el objeto ni en que sea una imagen del objeto, sino en que sea considerado como tal signo por un pensamiento. En esencia, el argumento es que toda síntesis proposicional implica una relación significativa, una semiosis (la acción del signo), en la que se articulan tres elementos:
1. El signo o representamen (que es el nombre técnico que emplea Peirce), es «algo que está para alguien en lugar de algo bajo algún aspecto o capacidad. Se dirige a alguien, esto es, crea en la mente de esa persona un signo equivalente o quizá un signo más desarrollado. Ese signo creado es al que llamo interpretante del primer signo. Este signo está en lugar de algo, su objeto. Está en lugar de algo no en todos sus aspectos, sino sólo en relación con alguna idea a la que a veces he llamado la base (ground) del representámen» (CP 2.228, c.1897).
2. El objeto es aquello por lo que está el signo, aquello que representa.
3. El interpretante es el signo equivalente o más desarrollado que el signo original, causado por ese signo original en la mente de quien lo interpreta. Se trata del elemento distintivo y original en la explicación de la significación por parte de Peirce y juega un papel central en toda interpretación no reduccionista de la actividad comunicativa humana. Este tercer elemento convierte a la relación de significación en una relación triádica —frente a todo dualismo cartesiano o estructuralista post-saussureano—, pues el signo media entre el objeto y el interpretante, el interpretante relaciona el signo y el objeto, y el objeto funda la relación entre el signo y el interpretante.

Todo signo es un representamen. Representar es la operación más propia del signo, es estar en lugar del objeto «como el embajador toma el lugar de su país, lo representa en un país extranjero». Representar es «estar en una relación tal con otro que para un cierto propósito es tratado por una mente como si fuera ese otro. Así, un portavoz, un diputado, un agente, un vicario, un diagrama, un síntoma, una descripción, un concepto, un testimonio, todos ellos representan, en sus distintas maneras, algo más a las mentes que los consideran» (CP 2.273, 1901). Pensar es el principal modo de representar, e interpretar un signo es desentrañar su significado. El representamen no es la mera imagen de la cosa, la reproducción sensorial del objeto, sino que toma el lugar de la cosa en nuestro pensamiento. El signo no es solo algo que está en lugar de la cosa (que la sustituye, con la que está en relación de «equivalencia»), sino que es algo mediante cuyo conocimiento conocemos algo más. Al conocer el signo inferimos lo que significa. El representamen amplía así nuestra comprensión, de forma que el proceso de significación o semiosis llega a convertirse en el tiempo en un proceso ilimitado de inferencias. Por ello los signos no se definen solo porque sustituyan a las cosas, sino porque funcionan realmente como instrumentos que ponen el universo al alcance de los intérpretes, pues hacen posible que pensemos también lo que no vemos ni tocamos o ni siquiera nos imaginamos.
Las personas o intérpretes son portadores de interpretantes, de interpretaciones. El signo crea algo en la mente del intérprete, y ese algo creado por el signo, ha sido creado también de una manera indirecta y relativa por el objeto del signo. En este sentido, puede decirse que la aportación capital de Peirce consiste en poner de manifiesto que, si se acepta que los procesos de significación son procesos de inferencia, ha de aceptarse también que la mayor parte de las veces, esa inferencia es de naturaleza hipotética («abductiva» en terminología de Peirce), esto es, que implica siempre una interpretación y tiene un cierto carácter de conjetura. Nuestra interpretación es siempre falible, esto es, puede ser siempre mejorada, corregida, enriquecida o rectificada.